# Jaime Nunó
Jaime Nunó Roca (né le 8 septembre 1824 à Sant Joan de les Abadesses et mort le 18 juillet 1908 à New York) est un compositeur espagnol. Il est connu au Mexique pour avoir composé la musique pour l'hymne national mexicain.

## Biographie
Nunó est né le 8 septembre 1824 à Sant Joan de les Abadesses dans la province de Gérone, en Catalogne, en Espagne. Ses parents, Francisco Nunó et Magdalena Roca, sont morts avant son neuvième anniversaire. Dès lors, Nunó a été élevé par son oncle Bernard à Barcelone, celui-ci a financé ses études musicales. Nunó a montré son talent de soliste dans la cathédrale de la ville, et a remporté une bourse pour étudier avec le compositeur Saverio Mercadante en Italie.
Après le retour de Nunó à Barcelone, il a été nommé directeur de l’orchestre de la Reine en 1851 et a voyagé avec cette formation à Cuba, où il a rencontré Antonio López de Santa Anna, ancien président du Mexique.
Lorsque Santa Anna revint au Mexique en 1853 pour reprendre le poste de président, il invita Jaime Nunó à diriger les orchestres militaires mexicains. Son arrivée coïncide avec l'appel national à composer l'hymne national du pays. Nunó a participé, en composant la musique sur les paroles du poète mexicain Francisco González Bocanegra, et a été déclaré gagnant le 12 août 1854,.
Après le renversement du président Santa Anna, Nunó a émigré aux États-Unis et a travaillé comme chef d'orchestre et directeur d'opéra. 
Après un temps en Espagne, il retourne aux États-Unis et s'installe à New York, où il est retrouvé par un journaliste mexicain en 1901. Quand cette nouvelle est arrivée au Mexique, le président d’alors, Porfirio Díaz, l'a invité à revenir; Nunó a été reçu avec honneurs. 
Il est mort à New York le 18 juillet 1908. 
En 1942, le gouvernement mexicain a ordonné qu’il soit inhumé dans la Rotonde des Personnes illustres, Panteón Civil de Dolores (es) à Mexico,.

## Postérité
En 2010, l’année du bicentenaire de l'indépendance du Mexique, les musicologues catalans Cristian Canton et Raquel Tovar ont retrouvé le seul descendant de Jaime Nunó, son petit-fils, vivant aux États-Unis à Pelham, New York. La famille a donné accès aux archives personnelles de Jaime Nunó, contenant environ 5 000 documents inédits (lettres personnelles, partitions, documents officiels, etc.); Toutes ces informations ont permis à Canton et Tovar d'écrire la première biographie complète de Nunó. Cet ouvrage  a connu une couverture médiatique  conséquente et a été décrit comme « essentiel pour comprendre l'histoire musicale du Mexique ».  En outre, dans le cadre de la redécouverte de la figure de Jaime Nunó, sa ville natale, Sant Joan de les Abadesses, a ouvert un musée consacré au compositeur dans sa maison natale. Depuis la récupération de ces documents, la musique inédite de Jaime Nunó a été jouée, et  une édition complète de ses œuvres a été publiée en 2012,.